# Blaise Siwula

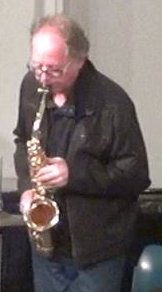
Blaise Siwula in COMA, 2012

Blaise Siwula (Detroit, 19 februari 1950) is een Amerikaanse multi-instrumentalist (altsaxofoon, tenorsaxofoon, sopraansaxofoon, klarinet, fluit, percussie, hoorn, mandoline, elektronica), bandleider en componist in de freejazz.

## Biografie
Siwula begon op de altsaxofoon, nadat hij John Coltrane gehoord had stapte hij over op de tenorsaxofoon. Andere inspiratiebronnen waren onder meer Art Pepper, Ornette Coleman, Sonny Stitt, Archie Shepp, Pharoah Sanders, Sun Ra en andere muzikanten die hij 'live' in zijn geboortestad zag optreden. Hij studeerde muziektheorie en compositie aan Wayne State University en trok na zijn huwelijk naar San Francisco, waar hij in cafés geïmproviseerde muziek speelde; ook schreef hij gedichten. Hij speelde als straatmuzikant in Europa en keerde daarna terug naar Amerika. Hij woonde in New York, waar hij zijn muziek op cassettebandjes uitbracht en werkte in de improvisatie-'scene', onder anderen met Amica Bunker, Improvisers Collective en Citizens Ontological Music Agenda (COMA). In 1992 speelde hij mee bij John Zorns live-uitvoering van Cobra, in Knitting Factory. Vanaf het eind van de jaren negentig nam Siwula verschillende albums op. Hij werd actief als componist en was betrokken bij multimedia- en performance-projecten.
In 2009 begon hij met de Italiaanse musici Giancarlo Mazzi en Luciano Troja de groep D'istante3, waarmee hij twee albums heeft opgenomen (2015).
Siwula heeft samengespeeld met onder anderen Cecil Taylor, William Hooker, William Parker, Peter Kowald, Theo Jörgensmann, Rashid Bakr, Dominic Duval, Lukas Ligeti, Joe McPhee en Daniel Carter. Hij is te horen op albums van bijvoorbeeld Tim Rowe, Alien Planetscapes, Ambibat, Dar Ting, Joseph Scianni en Ge-Suk Yeo.

## Discografie (selectie)
- The Low Blow, 1994
- Fancy Dancer, 1995
- (a+b)² + 1, 1997
- Market Street Jazz, 1997
- Northern Lights, 1998
- Dialing Privileges, 1999 ('Albumpick' Allmusic)
- Siwula/Miller @ the Knit 9-2-99, 1999
- Spirit Dance, 2000
- Chaucer's Howlers, 2000
- Badlands, Cadence Jazz, 2000
- Sax Solo Sax, 2000
- Duet, 2000
- Watch Out!, 2001
- Live @ Entropy, 2001
- Tandem Rivers, Cadence Jazz, 2003
- New York Moments, Konnex, 2007
- Brooklyn Moments, Konnex, 2007
- Projection: Zero, 2008
- Live at the Matt Bevel Institute (met Dom Minasi), re:KonstruKt, 2010
- When Rivers Run Free (met Dmitry Ishenko en David Miller), Unseen Rain Records, 2012
- Sometimes the Journey Is a Vision (D'Istante3), 2014
- Songs for Albert (met Shiro Onuma), 2014
- Past the Future (met Joe Hertenstein en Carsten Radtke),